# 蕭珣
蕭珣（6世紀—？），又作萧珩，梁明帝蕭巋之子。封南海王。

## 生平
开皇七年（587年），隋文帝将梁後主蕭琮與宗室、官吏帶往長安。蕭珣後為遷州刺史，封梁國公。

## 家庭
- 子：蕭，隋朝梁公。
- 子：蕭鈞，唐朝政治人物。
- 子：蕭某，曾娶隋文帝子秦王杨俊女，后出家，法号慧铨。

## 後裔宰相
蕭鈞的孙子萧嵩是唐玄宗时的宰相，萧嵩的儿子萧华是唐肃宗时的宰相、萧衡是唐玄宗的女婿（新昌公主）。萧衡的儿子萧复是唐德宗时的宰相、萧升是唐肃宗的女婿（郜国公主）。萧升女是唐顺宗的原配萧妃。萧复的孙子萧寘是唐懿宗时的宰相，萧寘之子萧遘是唐僖宗时的宰相。蕭華的孙子蕭俛是唐穆宗时的宰相、蕭倣是唐僖宗时的宰相。唐朝的兰陵萧氏出身的宰相，除了萧懿的后人萧邺和蕭珣的弟弟萧瑀，其他全是蕭珣的直系子孙。